# 舍利維夫 (洛卡奇區)
50°42′45″N 24°46′51″E / 50.71250°N 24.78083°E
舍利維夫（烏克蘭語：Шельвів），是烏克蘭的村落，位於該國西部沃倫州，由沃洛德米爾區負責管轄，處於盧加-斯維諾里卡河畔，始建於1577年，面積2.66平方公里，海拔高度215米，2001年人口580。